# Списак словенских имена
|  |  |  |  |  |  |  |  |  |  |  |  |  |  |  |  |  |  |  |  |  |  |  |  |  |  |  |  |  |  |

### Б
| Име       | Корен имена          | Значење                                                                    |
| --------- | -------------------- | -------------------------------------------------------------------------- |
| Белослав  | белина + слав        | белина симбол честитости а слав означава Славена/Словена                   |
| Берислав  | бери + слав          | "бери“ славу                                                               |
| Богдан    | бог + дати           | дар од Бога, Божји дар                                                     |
| Богољуб   | бог + љубити         | који је поштовалац Божји, рођен од Бога и љубави                           |
| Божена    | од бога, божија жена | Божји дар, који је дар од Бо                                               |
| Божидар   | бог + дар            | Божји дар, који је дар од Бога                                             |
| Бојан     | бој                  | који је борбен, борац или који бије битку/бој (од бојевати)                |
| Боривоје  | борба +              | који је борац (од борба + војник)                                          |
| Борис     | борац                | ратник                                                                     |
| Борислав  | борба + слав         |                                                                            |
| Борко     | борба                | борац                                                                      |
| Бранимир  | бранити + мир        | бранити мир, може и бранити свет (мир на руском значи и свет)              |
| Бранислав | бранити + слав       | бранилац                                                                   |
| Бранко    | бранити              | борилац, бранити се, бранилац                                              |
| Братислав | брат + слав          | од брат + слава                                                            |
| Братољуб  | брат + љубити        | који воли свога брата, који воли браћу                                     |
| Будимир   | будити + мир         | може и заповедни начин „буди“ мир (нека буде мир)                          |
| Будислав  | будити + слав        | може и заповедни начин „буди славан“, да буде славан или слављен као слава |

### В
| Име       | Корен имена            | Значење                                                                                        |
| --------- | ---------------------- | ---------------------------------------------------------------------------------------------- |
| Ватрослав | ватра + слав           |                                                                                                |
| Велеслав  | Велес + слав           |                                                                                                |
| Велибор   | велики + борац или бор | да буде велики борац или велики као зимзелено дрво бор                                         |
| Велимир   | велики + мир           |                                                                                                |
| Велислав  | велики + слав          |                                                                                                |
| Вера      | вера                   | вера                                                                                           |
| Верољуб   | вера + љубити          | који љуби веру, који је одан својој вери                                                       |
| Весна     | весна                  | словенска богиња пролећа                                                                       |
| Веселин   | весео                  | да увек буде весео                                                                             |
| Видоје    | вид или видети         | да буде чист као вид                                                                           |
| Витомир   | вит + мир              | мирољубиви господар, моћник                                                                    |
| Вишеслав  | више + слав            | који је веома славан или да буде више славан од предака                                        |
| Вјекослав | вијек (век) + слав     | који ће бити вековима славан, вечно славан                                                     |
| Владан    | владати                | рођен да влада                                                                                 |
| Владимир  | владати + мир          | код којег влада мир, спокој, руски владати миром значи владати светом                          |
| Владислав | владати + слав         | који славно влада                                                                              |
| Влатко    | власт                  | великодостојник, моћник, влат зелене траве симбол лепоте                                       |
| Властимир | власт + мир            |                                                                                                |
| Војимир   | војевати + мир         | који ће војевати за мир                                                                        |
| Војин     | војник                 | војник или муж, мушкарац                                                                       |
| Војислав  | војник + слав          | који је чувени (слављени) ратник (војник)                                                      |
| Вук       | вук                    | заштитно име, који растрже у борби, да штити домаћинство од болести и свега што је лоше        |
| Вукашин   | вук + син              | Има слично значење као и име Вук. Једначењем сугласника по месту творбе слово с је прешло у ш. |

### Г
| Име       | Корен имена    | Значење                                           |
| --------- | -------------- | ------------------------------------------------- |
| Гојко     | гој            | који је миран                                     |
| Голуб     | голуб          |                                                   |
| Горан     | гора           | горски, шумски, планински човек, горанин, горштак |
| Горислав  | горети + слав  |                                                   |
| Горчин    | горки          | који је горак, тужан                              |
| Градимир  | градити + мир  | који ствара мир                                   |
| Градислав | градити + слав |                                                   |

### Д
| Име                            | Корен имена      | Значење                                 |
| ------------------------------ | ---------------- | --------------------------------------- |
| Дабор, Дажбор, Даждбор, Дајбор | Дабог            | у славу словенског бога Дабога          |
| Далибор                        | далеко + борба   |                                         |
| Давор, Даворин                 | давор            |                                         |
| Дамир                          | Да(ти) + мир     | онај ко је за мир, који даје мир        |
| Данко                          | дан              |                                         |
| Дарко                          | дар              | онај ко дарује                          |
| Дејан                          | делати           | делатник, радник                        |
| Десимир                        | десити + мир     |                                         |
| Добривоје                      | доброта + војник | добар војник, добар борац, добар ратник |
| Доброљуб                       | доброта + љубити |                                         |
| Добромил                       | доброта + милина |                                         |
| Добромир                       | доброта + мир    |                                         |
| Доброслав                      | доброта + слав   |                                         |
| Драган                         | драг             | онај који нам је драг                   |
| Драгољуб                       | драг + љубити    | који је драг и љубак                    |
| Драгомир                       | драг + мир       |                                         |
| Драгослав                      | драг + слав      |                                         |
| Дуња                           | по воћу: Дуња    |                                         |
| Душан                          | по души.         |                                         |

### Ж
| Име      | Корен имена | Значење |
| -------- | ----------- | ------- |
| Жарко    | жар         |         |
| Жана     | Снежана     |         |
| Жељана   | жеља        |         |
| Жељка    | жеља        |         |
| Жирослав | жир + слав  |         |

### З
| Име      | Корен имена   | Значење                              |
| -------- | ------------- | ------------------------------------ |
| Звонимир | звонити + мир | који зове на мир, који позива на мир |
| Звонко   | звонити       |                                      |
| Златомир | злато + мир   |                                      |
| Зоран    | зора          | који је рођен у зору, уз свитање     |
| Зорислав | зора + слав   |                                      |

### И
| Име   | Корен имена | Значење                       |
| ----- | ----------- | ----------------------------- |
| Ивица | ива         | ива - словенско свештено дрво |
| Ивко  | ива         | ива - словенско свештено дрво |
| Иво   | ива         | ива - словенско свештено дрво |
| Ивчек | ива         | ива - словенско свештено дрво |
| Ивша  | ива         | ива - словенско свештено дрво |

### Ј
| Име      | Корен имена | Значење                |
| -------- | ----------- | ---------------------- |
| Јаромир  | јара + мир  |                        |
| Јарослав | јара + слав | који слави бога Јарилу |

### К
| Име      | Корен имена  | Значење                                          |
| -------- | ------------ | ------------------------------------------------ |
| Казимир  | казати + мир | говорник мира, заступник мира, који заговара мир |
| Красимир |              |                                                  |

### Л
| Име      | Корен имена | Значење |
| -------- | ----------- | ------- |
| Лепосава |             | лепа    |

### Љ
| Име      | Корен имена       | Значење                       |
| -------- | ----------------- | ----------------------------- |
| Љуба     |                   | љубавник                      |
| Љубинко  | љубити            | који је љубљен, који је вољен |
| Љубислав | љубити + слав     |                               |
| Љубивоје | љубити + војевати |                               |
| Љубиша   |                   | љубавник                      |
| Љубомир  | љубити + мир      | љубитељ мира, који воли мир   |
| Љубослав | љубити + слава    |                               |
| Људмила  | људима + мила     | она која је мила људима       |

### М
| Име      | Корен имена    | Значење          |
| -------- | -------------- | ---------------- |
| Миливоје | мио + војевати |                  |
| Милован  | миловати       | који је милован  |
| Миломир  | мио + мир      |                  |
| Милорад  | мио + радост   |                  |
| Милослав | мио + слава    |                  |
| Миодраг  | мио + драг     |                  |
| Мирко    | мир            |                  |
| Мирољуб  | мир + љубити   |                  |
| Мирослав | мир + слав     |                  |
| Момчило  | момче + чило   |                  |
| Младен   | млад           | који је младолик |
| Милан    | мио            | који је мио      |

### Н
| Име      | Корен имена               | Значење                     |
| -------- | ------------------------- | --------------------------- |
| Нада     | нада                      | нада                        |
| Небојша  | не бојати се              | неустрашив                  |
| Невена   | по лековитом цвету невену | увек млада, не може увенути |
| Немања   | не мањати                 | не мањати                   |
| Нинослав | нино + слав               |                             |
| Новак    | нов                       | прво новорођенче            |

### О
| Име         | Корен имена | Значење                         |
| ----------- | ----------- | ------------------------------- |
| Обрад       | радовање    | који нас је обрадовао           |
| Обрен       | обретење    | садржати, налазити се           |
| Огњен       | огањ        | пламен, ватрен                  |
| Озрен (име) | озрети      | који има оштар, продоран поглед |
| Остоја      | остати      | заштитно име, који ће остати    |

### П
| Име      | Корен имена | Значење            |
| -------- | ----------- | ------------------ |
| Перун    | Перун       | име бога грома     |
| Првослав | први + слав |                    |
| Предраг  | драг        | који је веома драг |
| Продан   | продати     |                    |
| Путислав | пут + слав  |                    |

### Р
| Име      | Корен имена       | Значење                                                                     |
| -------- | ----------------- | --------------------------------------------------------------------------- |
| Раденко  | радити            | који је радан, који је вредан                                               |
| Радивој  | радост + војевати |                                                                             |
| Радимир  | рад + мир         |                                                                             |
| Радислав | рад + слав        |                                                                             |
| Радмило  | радост + мио      |                                                                             |
| Радомир  | радост + мир      |                                                                             |
| Радослав | радост + слав     |                                                                             |
| Радован  | радост            | који је обрадован, који је чио и весео                                      |
| Растко   | раст              |                                                                             |
| Ратибор  | рат + борба       | који је увек спреман на борбу и ратовање                                    |
| Ратимир  | рат + мир         |                                                                             |
| Ратко    | рат               |                                                                             |
| Родислав | родити + слав     |                                                                             |
| Родољуб  | род + љубити      | који поштује и воли свој род, свој народ, који одаје поштовање свом пореклу |

### С
| Име       | Корен имена    | Значење                                                    |
| --------- | -------------- | ---------------------------------------------------------- |
| Свемил    | све + мио      |                                                            |
| Светислав | свет + слав    |                                                            |
| Светлан   | светло         | који је светао, који је чисте душе                         |
| Светозар  | свет + озарити | који ће озарити свет                                       |
| Светомир  | свет + мир     |                                                            |
| Светослав | свет + слав    |                                                            |
| Славен    | Словен         |                                                            |
| Славенка  | Словен         |                                                            |
| Славенко  | Словен         |                                                            |
| Славка    | слава          |                                                            |
| Славко    | слава          |                                                            |
| Славољуб  | слава + љубити |                                                            |
| Славомир  | слава + мир    |                                                            |
| Слободан  | слобода        | онај који је слободан                                      |
| Словен    | Словен         |                                                            |
| Словенка  | Словен         |                                                            |
| Стаменко  | стамен         |                                                            |
| Станимир  | стајати + мир  |                                                            |
| Станислав | стајати + слав |                                                            |
| Станко    | стајати        |                                                            |
| Стојан    | стојати        | сигуран, чврст, постојан, који се не крши, који се не ломи |
| Стојимир  | стојати + мир  |                                                            |
| Страхимир | страх + мир    |                                                            |
| Страхиња  | страх          |                                                            |
| Стрибор   | Стрибог        | у славу словенског бога Стрибога                           |

### Т
| Име      | Корен имена  | Значење      |
| -------- | ------------ | ------------ |
| Твртко   | тврд         | који је тврд |
| Тихомир  | тих + мир    |              |
| Трпимир  | трпети + мир |              |
| Томислав | Тома + мир   |              |

### У
| Име    | Корен имена | Значење |
| ------ | ----------- | ------- |
| Угљеша | угљен       |         |

### Х
| Име       | Корен имена    | Значење |
| --------- | -------------- | ------- |
| Хранислав | хранити + слав |         |

### Ц
| Име     | Корен имена | Значење |
| ------- | ----------- | ------- |
| Цветко  | цвет        |         |
| Цвијета | цвијет      |         |

### Ч
| Име     | Корен имена | Значење |
| ------- | ----------- | ------- |
| Чедомир | чедо + мир  |         |